# Lull
Lull è un EP del gruppo alternative rock statunitense The Smashing Pumpkins, pubblicato nel 1991.

## Tracce
1. Rhinoceros – 5:57
2. Blue – 3:22
3. Slunk – 2:49
4. Bye June – 2:09

## Formazione
- Billy Corgan – voce, chitarra
- Jimmy Chamberlin – batteria
- James Iha – chitarra, voce
- D'arcy Wretzky – basso

### Produzione
- Butch Vig